# Wsparcie NATO w Darfurze
Na prośbę Unii Afrykańskiej 26 kwietnia 2005 r., NATO podjęło decyzję o wsparciu logistycznym misji pokojowej w spornym rejonie Darfur w Sudanie. Prośba Unii została pozytywnie rozpatrzona przez Radę Północnoatlantycką. Misja koordynowana jest z Europy. Unię Afrykańską wspiera również Unia Europejska.
W ramach swoich zobowiązań, NATO transportuje żołnierzy uczestniczących w misji, oraz szkoli ich w zakresie planowania strategicznego, procedur operacyjnych i kartografii.
W czasie operacji, NATO przetransportowało do Sudanu 7 batalionów żołnierzy sił pokojowych (około 4 000 osób) z Nigerii, Gambii, Rwandy i Senegalu.
NATO nie planuje wysyłania do Darfuru własnych wojsk.